# Réacteur AP1000
Ne doit pas être confondu avec APR-1000, ACP 1000, ACPR-1000 ou CAP1000.
Le réacteur AP1000 est un réacteur nucléaire de troisième génération, de type réacteur à eau pressurisée (REP), d'une puissance électrique nette d'environ 1 150 MWe. Il est développé par l'entreprise américaine Westinghouse Electric Company. Le premier AP1000 connecté au réseau est celui de Sanmen-1 en Chine le 30 juin 2018.
Depuis avril 2024, six réacteurs AP1000 sont en exploitation commerciale : deux à la centrale nucléaire de Sanmen en Chine, deux à la centrale nucléaire d'Haiyang en Chine, et deux à la centrale nucléaire de Vogtle aux États-Unis. Plusieurs AP1000 sont en projets en Bulgarie, en Pologne, et en Ukraine.
Une version sinisée de l'AP1000 dénommé CAP1000 (pour Chinese-AP1000) est développée par l'entreprise chinoise de production d'électricité State Power Investment Corp (SPIC). Parallèlement une version du CAP1000 de plus forte puissance est aussi conçue en Chine : le CAP1400 (ou Guohe One) de 1 400 MWe. En 2025, huit CAP1000 et un CAP1400 sont en cours de construction en Chine, ainsi qu'un CAP1400 en pré-exploitation.
Enfin, Westinghouse développe l'AP300 : un petit réacteur modulaire (dit PRM ou SMR en anglais) de 300 MWe à partir du concept de l'AP1000.

## Historique
En décembre 2005, une première certification est accordée par l’autorité de sûreté nucléaire américaine (NRC) pour la conception de l'AP1000, mais en août 2011, sa version modifiée fait encore l'objet d'évaluation de sûreté nucléaire (depuis 2004), en vue d'une éventuelle certification de la part de la NRC. Il constitue une amélioration de l'AP600, plus puissante à occupation du sol égale, l'AP600 étant présenté depuis son origine (vers 1985) comme un concept révolutionnaire qui n'a pas trouvé depuis d'application concrète.
La NRC a entre-temps mis en question le confinement du réacteur de l'AP1000 face à de graves événements extérieurs tels que tremblements de terre, ouragans ou collisions d'avions. À la suite des remarques de la commission, Westinghouse a modifié la conception du réacteur. En avril 2010, un ingénieur américain consultant dans le domaine du nucléaire, Arnold Gundersen, a également critiqué la conception du confinement de l'AP1000, estimant que la corrosion de l'acier de confinement, en cas d'accident, pourrait libérer des produits ou rayonnements ionisants dans l'environnement, au-delà des normes de la NRC, hypothèse rejetée par Westinghouse qui argue que l'épaisseur d'acier a été renforcée et que la corrosion devrait être détectée lors des inspections de routine,.
Le 22 décembre 2011, la Commission de réglementation nucléaire des États-Unis (Nuclear Regulatory Commission) a indiqué dans un communiqué avoir autorisé pour quinze ans la dernière version du réacteur AP1000, sous licence du fabricant américain Westinghouse, estimant qu'elle remplissait ses exigences en matière de sécurité. Deux producteurs d'électricité du sud-est du pays, Southern Company et SCE&G (filiale de Scana (en)), qui veulent bâtir des centrales en Caroline du Sud et en Géorgie, ont déjà annoncé avoir retenu ce modèle,. Quatre exemplaires de l'AP1000 sont déjà en construction en Chine depuis 2009. En 2013, la Chine fait de ce modèle le principal d'une nouvelle série de constructions de « 3e génération » avec six unités prévues contre seulement deux sur le modèle local ACP1000.
En 2017, les retards et les dépassements de couts de construction des deux réacteurs aux États-Unis participe à la faillite de Westinghouse.
Le premier réacteur AP1000 à diverger le 21 juin 2018, puis à se connecter au réseau le 30 juin 2018 est celui de Sanmen 1 en Chine.
En avril 2022, quatre réacteurs Westinghouse AP1000 sont en service commercial à Haiyang et Sanmen en Chine. Le réacteur AP1000 de Vogtle 3 aux États-Unis, a été couplé au réseau en mars 2023, et l’unité 4 en mars 2024. Une étude du Massachusetts Institute of Technology (MIT) estime le coût d’investissement pour Vogtle 3 et 4 à 7 956 USD/kW. Selon cette étude, le coût du prochain AP1000 aux États-Unis devrait être de 4 300 USD/kW et de 2 900 USD/kW pour la 10ème unité suivante (vers 2045), déployée en série. L'AP1000 construit en série serait donc compétitif par rapport aux SMR.
En mars 2025, selon son PDG Patrick Fragman, Westinghouse compte six réacteurs AP1000 en exploitation, deux aux États-Unis et quatre en Chine, 12 en développement en Chine et cinq en Europe de l'Est (trois en Pologne et deux en Bulgarie). Il espère obtenir de nouveaux projets AP1000 « d'ici douze à dix-huit mois, à la fois en Europe et aux États-Unis ».

## Conception

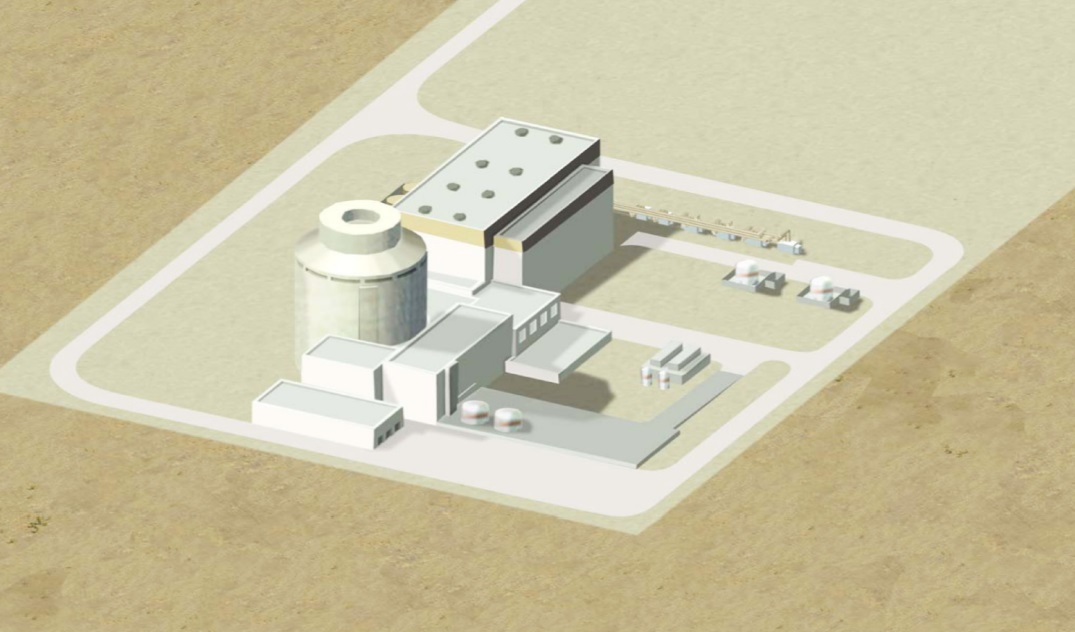
Vue d'artiste d'une tranche AP1000 standard.

L'AP1000 est un réacteur à eau pressurisée prévu pour produire 1154 MWe,. Ce type de réacteur présente une conception organisée autour d'une sûreté ne présentant pas d'appel à des équipements actifs (pompes, vannes, etc.) et donc ne nécessitant pas d'alimentation électrique de secours pendant les 72 premières heures suivant un éventuel accident.
Le design du réacteur vise à en réduire les coûts par l'utilisation de technologies éprouvées et une simplification et réduction du nombre de composants (tuyaux, vannes, etc.) et du volume des protections antisismiques (dans le premier projet). Par rapport à son prédécesseur de conception Westinghouse, l'AP1000 vise une réduction de :
- 50 % pour les vannes de sécurité ;
- 35 % pour les pompes ;
- 80 % tuyauteries liées à la sécurité ;
- 85 % câbles des systèmes de commande ;
- 45 % volume de construction antisismique.

Ce réacteur a un design qui le rend beaucoup plus compact que les autres REP, et qui permet de n'utiliser pour sa construction qu'un cinquième du béton et des ferraillages structurels utilisés pour d’autres modèles de REP.

### Évolutions de l'AP1000 par rapport aux réacteurs REP antérieurs

#### Différences en matière de sûreté
Selon ses concepteurs, l'AP1000 est conçu pour résister à une perte de refroidissement du cœur ou de la piscine de désactivation, que ce soit par défaut d'alimentation électrique ou par rupture de tuyauteries.
Une cheminée draine vers l'atmosphère l'air chaud accumulé autour du confinement d'acier, et des évents périphériques permettent l'entrée d'air frais.
Sur le toit du réacteur, une réserve annulaire d'eau permet un refroidissement d'urgence, avec écoulement gravitaire (système passif de refroidissement), l'ensemble pouvant selon le concepteur stabiliser le réacteur en 36 h et assurer son refroidissement durant 72h, sans aucune intervention humaine et même en cas de défaillance des groupes électrogènes de secours.
Au-delà des 72 h, le refroidissement d'urgence sera maintenu si les réservoirs d'eau de l'enceinte de confinement sont à nouveau remplis.
En cas de défaillance de ce système passif de refroidissement, l'opérateur dispose encore d'un ultime recours : il peut encore ouvrir une vanne qui va inonder la cuve par gravité, permettant d'éviter le percement de cette dernière. Un réservoir spécifique est réservé pour cette manœuvre.
Un système un peu similaire (réservoir d'eau associé à la piscine selon le principe des vases communicants) permet durant quelques dizaines d'heures supplémentaires de refroidir la piscine de désactivation destinée au stockage provisoire de combustible du cœur ou d'anciens combustibles usés.

#### Évacuation passive en convection naturelle de la puissance résiduelle du cœur
Le fonctionnement en circulation naturelle du circuit primaire en vue de l'évacuation de la puissance résiduelle - donc en l'absence d'électricité- est assuré de façon très simple par le cheminement à pente continue des boucles primaires (absence de points hauts sur la ligne autres que les épingles des GV où on ne peut guère faire autrement) et la disposition à une altitude plus élevée que la cuve des boites à eau primaires des générateurs de vapeur . Ce fonctionnement du circuit primaire en thermosiphon est similaire à celui des autres réacteurs à eau pressurisée.

#### Injection de sécurité directement en cuve
Par différence avec les conceptions antérieures Westinghouse  les lignes d'injections de sécurité de l'AP 1000 vont directement vers la cuve et non point dans les boucles en portion froide. Cette disposition élimine un cas assez évident de mode commun en cas de brèche survenant dans une boucle ou une ligne connectée qui rend par le fait la ligne d'injection associée indisponible.
L'injection "en boucle" est une conception un peu contre nature puisque ce qu'il s'agit de noyer ou re-noyer c'est le cœur et non point les boucles.
La conception du débouché de la ligne d'injection dans la cuve présente un degré de liberté de dessin que ne procure pas les bossages de boucles froides pour réduire le risque de choc froid sur la paroi de cuve lors de l'injection ce qui est une difficulté importante rencontrée sur les réacteurs à conception "injection en boucles".[réf. nécessaire]

#### Rétention du corium en cuve
Par différence avec l'option prise par différents constructeurs l'option retenue pour l'AP1000 est la rétention en cuve d'un corium formé au moyen de :
- la prévention par l'évacuation entièrement passive de la puissance résiduelle permettant de réduire le risque résiduel "corium"
- le noyage du puits de cuve en ultime secours

La démonstration de la validité de cette option, séduisante et cohérente avec le retour d'expérience concernant les REP, reste cependant à établir et faire accepter par les autorités de sûreté des pays concernés.

##### Instrumentation cœur sous cuve
La conception de l'AP 1000 / AP 600, comme celle de l'EPR, élimine les traversées d'instrumentation sous cuve qui représentent une complexité importante de la conception des internes cuve et un risque permanent de fuite au niveau inférieur de la cuve. La présence de traversées pour instrumentation apparaîtrait également comme non cohérente avec l'option "rétention du corium en cuve[réf. nécessaire].

#### Boucles et pompes primaires principales

##### Boucles primaires principales - Nombre et implantation des pompes primaires
La puissance unitaire des pompes est rendue compatible avec la conception à étanchéité totale du fait qu'il y a deux pompes en parallèle par boucle et par le dessin simplifié des boucles primaires limitant les pertes de charges dans ces lignes. Une alimentation électrique croisée des pompes primaires entre boucles permet de diminuer d'un facteur d'échelle le cas d'interruption brutale et totale du débit dans une boucle
Les pompes primaires sont implantées "tête en bas" sous les générateurs de vapeur, orientation favorable pour l'éventilation de la pompe et la réfrigération des paliers, mais qui rend difficile leur démontage. Cela témoigne de la confiance du constructeur dans leur fiabilité.
La fixation des pompes primaires sous les générateurs de vapeur et solidaire de ceux-ci simplifie la tenue thermomécanique (notamment au séisme) des pompes et des boucles puisqu'un seul gros ensemble (pompes + GV) est à maintenir au lieu de deux

##### Technologie des pompes primaires
Les pompes primaires principales de l'AP1000 sont prévues être de conception moteur asynchrone "à rotor noyé" et étanchéité totale ce qui constitue en matière de maintenance et de protection radiologique une avancée, puisque la fuite permanente au niveau de la garniture de l'arbre des pompes en usage sur les REP antérieurs de grande puissance se trouve éliminée. Westinghouse revient à ses conceptions anciennes puisque par exemple la centrale de Chooz A (en démantèlement avancé) de 280 MWe était équipée de 4 pompes de ce type. L'inertie de ralentissement est -semble-t-il- prévue être procurée par celle du rotor noyé et non point par un alternateur dédié comme sur la centrale de Chooz A.[réf. nécessaire]
La puissance électrique consommée à froid est réduite par adoption d'une vitesse de rotation moindre dès lors que la température primaire est basse.

#### Générateurs de vapeur - Nombre et puissance unitaire

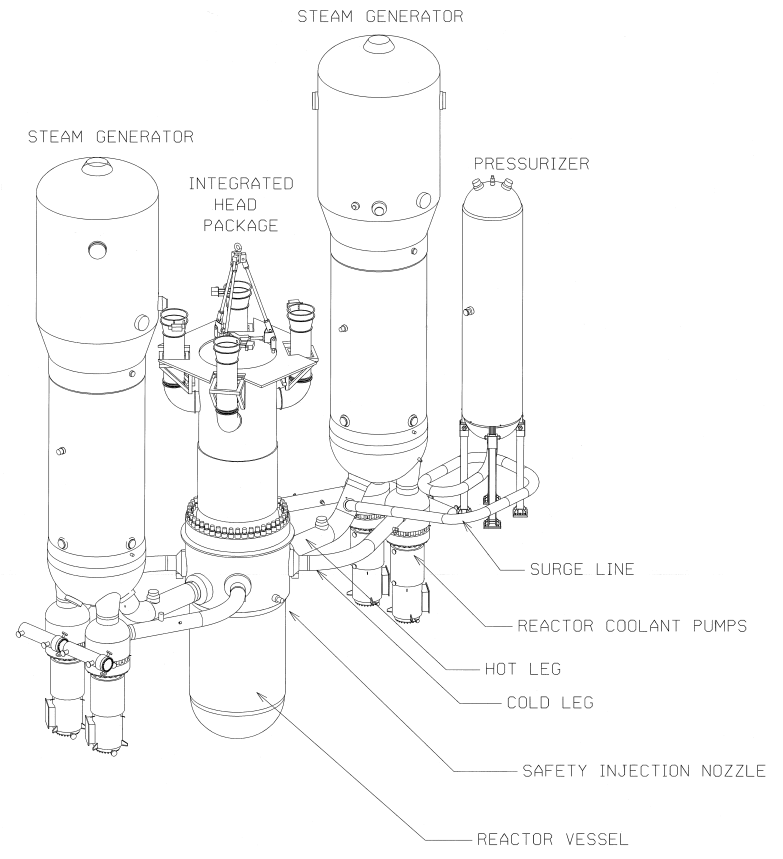
Cuve et générateurs de vapeur.

Bien que la puissance thermique soit élevée, voisine de 3 200 MWth pour 1 154 MWe, la conception AP1000 retient 2 générateurs de vapeur comme pour l'AP 600 par différence avec le choix souvent fait consistant à augmenter le nombre de boucles pour augmenter la puissance. Avec 1 600 MWth de puissance unitaire les GV de l'AP1000 sont les plus puissants parmi ceux proposés ou réalisés par l'ensemble des constructeurs. Cette option contient en elle-même une source d'économies en matière de nombre d'actionneurs et de vannes, puisque l'augmentation du nombre de boucles conduit immanquablement à des duplications.
- il n'y a en règle générale dans les réacteurs électrogènes qu'un seul groupe turbo-alternateur
- les générateurs de vapeur sont des appareils passifs qui ne présentent pas de cas d'avaries assez fréquentes dans lesquels il serait possible et indiqué de poursuivre le fonctionnement à puissance réduite sur les appareils non affectés ; la rupture ou fuite importante d'un tube implique inéluctablement l'arrêt complet du réacteur à court terme quel que soit le nombre de GV
- les redondances fonctionnelles en situation normales de fonctionnement pour les fonctions assurées par les appareils telles que la réfrigération normale d'arrêt sont largement suffisantes avec deux générateurs de vapeur.

Il est préférable du point de vue de la conception générale de dégager le pourtour de la cuve du fait du moindre nombre de boucles pour permettre par exemple l'injection directe en cuve.
La limitation à deux du nombre de générateurs procure d'importantes possibilités d'amélioration de l’aménagement des enceintes de confinement.
La pièce de forge importante que constitue la bride de cuve n'est pas plus aisée de réalisation avec un plus grand nombre de tuyauteries débouchantes de diamètre un peu réduit au point que ceci justifie l'augmentation du nombre de boucles.

### Déchets et émissions
Il est prévu un stockage des déchets nucléaires sur site, éventuellement indéfiniment, à sec et au sol ou dans l'eau,.
Le traitement ou le stockage définitif des déchets est pour une large part une problématique politique, tous les REP et REB produisent des déchets similaires en quantité et en qualité. Toutefois un meilleur rendement thermodynamique, une gestion optimale du cycle du combustible et une optimisation de la maintenance peuvent améliorer les choses à la marge.

## Difficultés et faillite de Westinghouse
La construction des quatre AP1000 américains est affectée par de nombreuses hausses des coûts, allongement des délais, et contentieux entre Westinghouse, des sous-traitants, et les futurs exploitants des réacteurs. Ces déboires dans la construction des premiers réacteurs de troisième génération sont très similaires à ceux rencontrés par Areva avec l'EPR d'Olkiluoto en Finlande et d'EDF avec l'EPR de Flamanville. En février 2017, Toshiba, maison mère à 87 % de Westinghouse, annonce une dépréciation de 5,9 milliards de dollars découlant de l'acquisition, fin 2015, de l'entreprise d'ingénierie CB&I Stone & Webster par Westinghouse, décidée afin de cloturer les contentieux juridiques entre les deux entreprises. Fin 2016, Westinghouse revoit fortement à la hausse la charge de travail restante pour l'achèvement des quatre AP1000.
Ces déboires sont en partis responsable de la faillite de Westinghouse en mars 2017, qui est racheté en janvier 2018 par le fonds d'investissement canadien Brookfield Asset Management pour 4,6 milliards de dollars,.

## Réacteurs AP1000 en service

### Chine: Sanmen 1 et 2

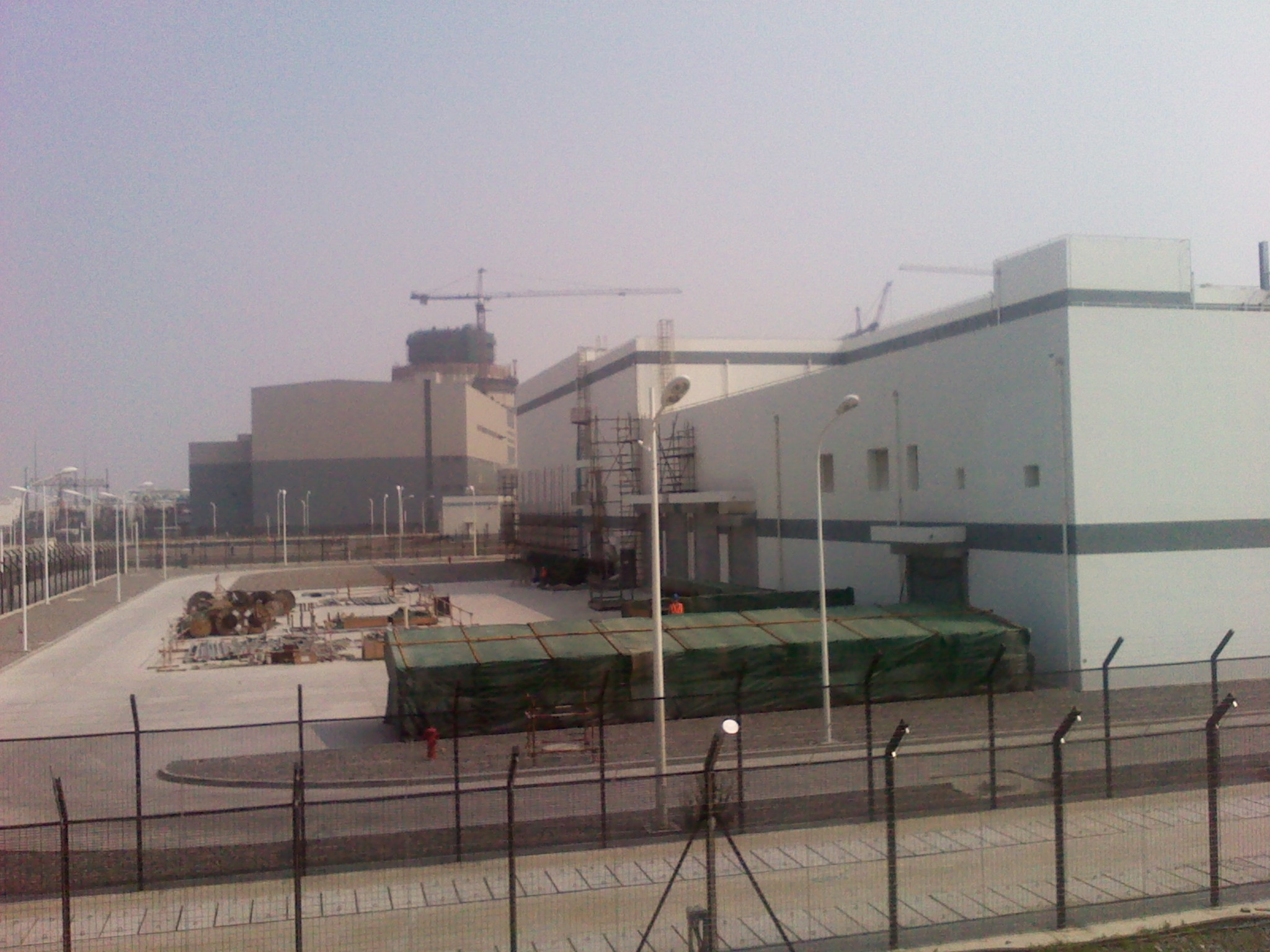
Les deux AP1000 de la centrale nucléaire de Sanmen.

À défaut d'avoir pu trouver un cas d'application aux États-Unis, les premières constructions prévues ou en cours sont en Chine. Ces premières réalisations sont engagées alors même qu'il n'y a pas de modèle “premier de série“ construit aux États-Unis. Ceci associé au caractère fortement innovant du réacteur dans de nombreux domaines - pompes primaires par exemple - constitue un enjeu relevé. De plus, les quatre premiers réacteurs ont été mis en construction avant les modifications apportées à l'AP1000 pour le rendre résistant à un crash aérien. En 2013, Dongfang annonce un partenariat avec Alstom pour la fourniture des turbines et alternateurs de ses projets AP1000.
La centrale nucléaire de Sanmen dans le Zhejiang prévoit six unités, en construction depuis février 2008 avec une mise en service du premier réacteur initialement prévue en 2013,.
Le réacteur de Sanmen no 1 devient le premier AP1000 à diverger le 21 juin 2018. Sanmen-2 est connecté au réseau à mi-août 2018. Ces deux réacteurs sont en exploitation commerciale depuis fin 2018.

### Chine: Haiyang 1 et 2

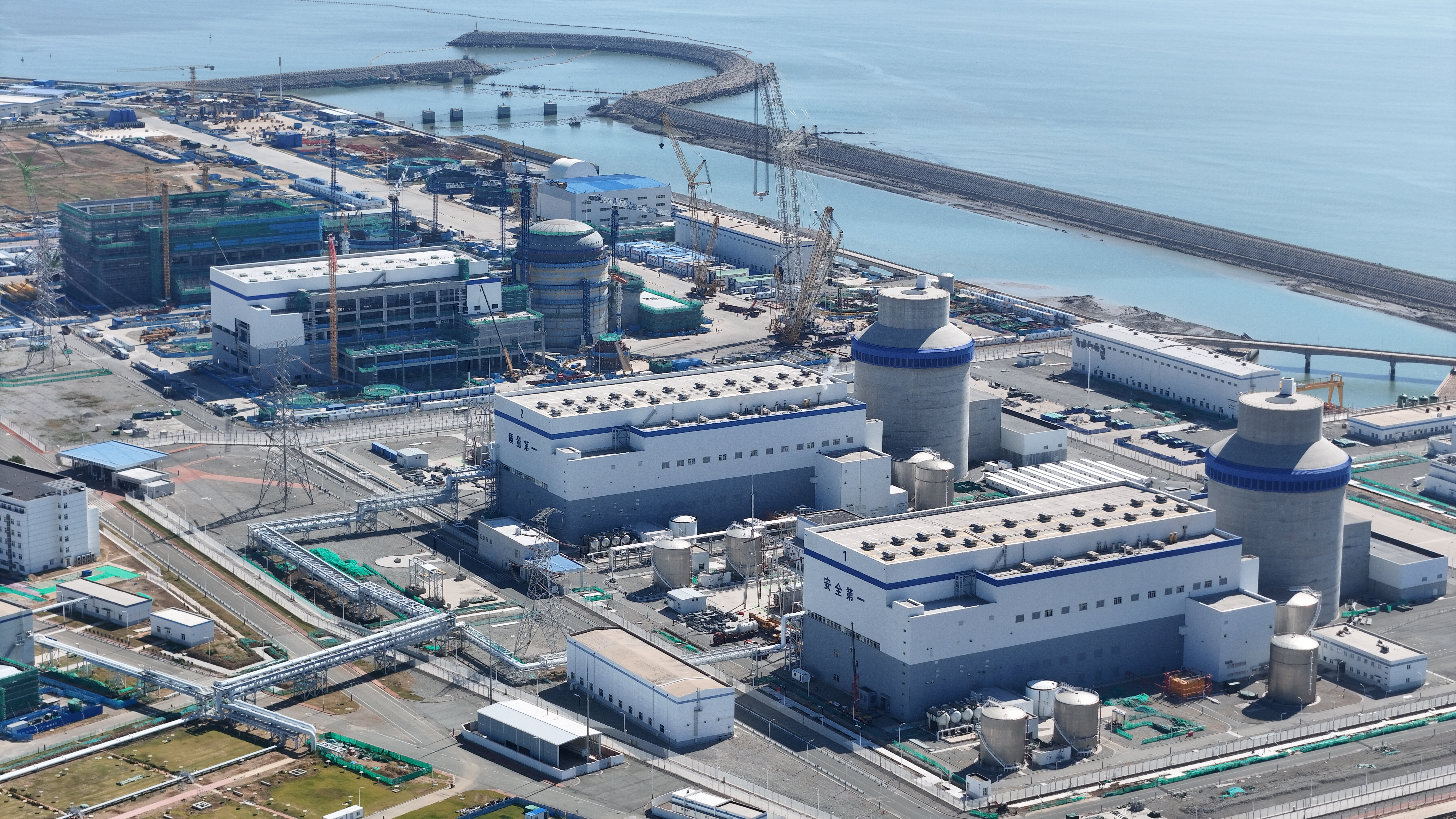
Les deux AP1000 de la centrale nucléaire de Haiyang au premier plan, les deux CAP1000 en construction étant visibles derrière.

La construction des deux premiers réacteurs à la centrale de Haiyang démarre en septembre 2009 pour le premier, et en juin 2010 pour le second. Haiyang 1 est connecté au réseau le 17 août 2018 et Haiyang 2 le 13 octobre 2018. Leurs mises en service commerciales ont lieu respectivement le 22 octobre 2018 et le 9 janvier 2019,.

### États-Unis: Vogtle 3 et 4
Des associations et groupes de protection de l'environnement s'opposent à la certification des deux réacteurs AP1000 devant être construits à la centrale nucléaire de Vogtle en avril 2011, en demandant à la NRC de suspendre son processus de certification dans l'attente des conclusions définitives sur l'accident nucléaire de Fukushima (bien que la conception passive de l'évacuation de la puissance résiduelle du cœur rend le concept AP1000 a priori plus résistant à ce type d'évènement). La certification de conception (DC - Design Certification) de l'AP1000 par la commission de réglementation nucléaire des États-Unis (NRC) est néanmoins publiée le 30 décembre 2011.
Le 10 février 2012, la NRC autorise le début des travaux de deux AP1000 à la centrale nucléaire de Vogtle (réacteurs no 3 et 4), il s'agit des premiers nouveaux réacteurs nucléaires mis en chantier aux États-Unis depuis près de 30 ans. Leurs constructions démarrent respectivement les 2 mars et 19 novembre 2013,,. 
Le premier AP1000 américain, Vogtle-3, est connecté au réseau le 31 mars 2023, sa mise en service commerciale est prononcée le 31 juillet 2023,, suivi un an plus tard de Vogtle-4, connecté au réseau le 6 mars 2024 et dont la mise en service commerciale est prononcée le 29 avril 2024. Les chantiers auront duré une quinzaine d'années pour un coût de construction global estimé en 2024 à 36,8 milliards de dollars, soit plus de deux fois la durée et les coûts initialement prévus.

## Réacteurs AP1000 en construction
En 2025, aucun réacteur AP100 n'est en construction dans le monde. 
La Chine lance la construction de réacteurs de type CAP1000, la version chinoise l’AP1000. Le 7 juillet 2022 démarre le chantier du troisième réacteur de la centrale nucléaire de Haiyang, le premier CAP1000 à être construit. La construction du quatrième réacteur de la centrale, également du type CAP1000, est lancée le 22 avril 2023.

## Réacteurs AP1000 en projet

### Bulgarie
Après un première sélection de l'AP1000 n'ayant pas abouti en 2014, le projet de construction pour deux AP1000 à la centrale de Kozlodouy est relancé en janvier 2021. Les premiers contrats pour une paire d'AP1000 sont signés à partir de janvier 2023 entre Westinghouse, Kozlodouy-NPP-Newbuild (Nuclear Power Plant) et des sous traitants ,. L'entreprise sud-coréenne Hyundai Engineering & Construction est sélectionnée en novembre 2024 comme maitre d'oeuvre (EPCC) de la construction du premier AP1000. L'objectif est un premier réacteur opérationnel en 2035, suivi du deuxième en 2037. Le coût de chaque réacteur est estimé à 6 milliards d'euros.

### Pologne
En octobre 2020, un accord de coopération est signé entre les États-Unis et la Pologne pour définir les contours d'un programme nucléaire et d'un potentiel financement. L'administration Trump pousse l'offensive de Westinghouse et du groupe Bechtel. Après l'élection de Joe Biden, le ministre du climat polonais, Michal Kurtyka, interrogé par le Financial Times, déclare : « Il y a des discussions avancées avec les États-Unis sur ce sujet et je pense qu'elles sont très prometteuses. Je n'attends pas de changement de cap sur cette décision stratégique ». Le vaste plan d'investissement annoncé à l'automne 2020 par Varsovie dans les énergies renouvelables et nucléaires pour tourner la page du charbon prévoit que six réacteurs (6 à 9 GW) seront construits d'ici à 2040, le lancement de la construction du premier est prévu en 2026.

### Ukraine
Le 31 août 2021, un protocole de coopération prévoyant le déploiement de cinq réacteurs Westinghouse AP1000 est signé à Washington avec l'entreprise ukrainienne Energoatom. Le coût du projet est estimé à 30 milliards de dollars américains. 
Le déclenchement de l'invasion de l'Ukraine par la Russie en février 2022, entraine la perte pour l'Ukraine de la centrale nucléaire de Zaporijjia, la plus grande d'Europe. Un projet de complétion des réacteurs VVER-1000 inachevés est initié avec la fin de construction des unités 3 et 4 de la centrale nucléaire de Khmelnitski ; associé à un programme de construction de neuf nouveaux réacteurs AP1000. Les deux premiers AP1000 seront construits à la centrale de Khmelnitski.

## Projets d'AP1000 abandonnés

### États-Unis
Début 2010, une quarantaine de réacteurs AP1000 auraient été commandés à Westinghouse, dont deux pour une construction prochaine aux États-Unis,,,. Les sites initialement concernés par la construction d'AP1000 aux États-Unis sont :
- Centrale nucléaire de Shearon Harris, unités 2 et 3
- Centrale nucléaire de Turkey Point, unités 6 et 7
- Centrale nucléaire de Virgil Summer, unités 2 et 3
- Centrale nucléaire de Vogtle, unités 3 et 4
- Centrale nucléaire William States Lee III, unités 1 et 2 (nouveau site)
- Centrale nucléaire de Levy County, unités 1 et 2 (nouveau site)

### États-Unis: Virgil Summer 2 et 3
La construction des deux AP1000 de la centrale nucléaire de Virgil Summer est abandonnée en août 2017 alors que le chantier est avancé à 65%, dans un contexte de scandale politique et législatif (Nukegate scandal (en)). L'éventuelle construction des réacteurs no 6 et 7 de la centrale de Turkey Point est reportée (avec une mise en service minimum en 2032). Les projets d'AP1000 sur les centrales de Levy County et de Shearon Harris sont également abandonnés[réf. souhaitée].

### Angleterre
L'AP1000 est parmi les modèles concurrents au remplacement des réacteurs des centrales nucléaires anglaises qui approchent de leur date de mise à l'arrêt. Après une pause en 2011, le constructeur a repris, en 2014, la certification (nommée GDA Generic Design Assessment) auprès de l’Office for Nuclear Regulation (ONR), l’autorité de sûreté nucléaire du Royaume-Uni.
Le 8 novembre 2018 Toshiba annonce l’abandon de son projet de construction de centrales nucléaires au Royaume-Uni et la liquidation de NuGen, l'entreprise qui portait le projet NuGen, invoquant la non-rentabilité du projet.

## Bilan mondial
Les caractéristiques des réacteurs sont données dans les tableaux ci-après ; les données sont principalement issues de la base de données PRIS (Power Reactor Information System) de l’Agence international de l'énergie atomique (AIEA) qui définit ainsi les termes :
- la puissance nette correspond à la puissance électrique délivrée sur le réseau et sert d'indicateur en termes de puissance installée ;
- la puissance brute correspond à la puissance délivrée par l'alternateur (soit la puissance nette augmentée de la consommation interne de la centrale) ;
- la puissance thermique correspond, à la puissance délivrée par la chaudière nucléaire.

Le début de construction correspond à la date de coulage des fondations du bâtiment réacteur. Une tranche (nom utilisé pour un réacteur complet) est considérée comme opérationnelle après son premier couplage au réseau électrique. La mise en service commerciale est le transfert contractuel de l’installation du constructeur vers le propriétaire ; intervenant en principe après réalisation des tests réglementaires et contractuels, et après fonctionnement continu à 100 % pendant une durée définie au contrat de construction.
| Pays       | Centrale           | Unité | Statut       | Puissance   | Puissance   | Puissance        | Début de construction | Raccordement au réseau                        | Mise en service commercial                    | Coûts (estimé)       |
| Pays       | Centrale           | Unité | Statut       | Nette [MWe] | Brute [MWe] | Thermique [MWth] | Début de construction | Raccordement au réseau                        | Mise en service commercial                    | Coûts (estimé)       |
| ---------- | ------------------ | ----- | ------------ | ----------- | ----------- | ---------------- | --------------------- | --------------------------------------------- | --------------------------------------------- | -------------------- |
| Bulgarie   | Kozlodouy          | 7,    | En projet    | ~1 150      | ~1 250      | ~3 400           |                       |                                               | 2035                                          | 6 milliards d'€      |
| Bulgarie   | Kozlodouy          | 8,    | En projet    | ~1 150      | ~1 250      | ~3 400           |                       |                                               | 2037                                          | 6 milliards d'€      |
| Chine      | Sanmen             | 1     | Opérationnel | 1 157       | 1 251       | 3 400            | 19 avril 2009         | 30 juin 2018                                  | 21 septembre 2018                             | 14,24 milliards de $ |
| Chine      | Sanmen             | 2     | Opérationnel | 1 157       | 1 251       | 3 400            | 15 décembre 2009      | 24 août 2018                                  | 5 novembre 2018                               | 14,24 milliards de $ |
| Chine      | Haiyang            | 1     | Opérationnel | 1 170       | 1 250       | 3 415            | 24 septembre 2009     | 17 août 2018                                  | 22 octobre 2018                               |                      |
| Chine      | Haiyang            | 2     | Opérationnel | 1 170       | 1 250       | 3 415            | 21 juin 2010          | 13 octobre 2018                               | 9 janvier 2019                                |                      |
| États-Unis | Virgil C. Summer   | 2     | Annulé       | ~1 117      | ~1 250      | ~3 400           | 9 mars 2013           | annulé en août 2017, réacteurs terminés à 65% | annulé en août 2017, réacteurs terminés à 65% |                      |
| États-Unis | Virgil C. Summer   | 3     | Annulé       | ~1 117      | ~1 250      | ~3 400           | 4 novembre 2013       | annulé en août 2017, réacteurs terminés à 65% | annulé en août 2017, réacteurs terminés à 65% |                      |
| États-Unis | Vogtle             | 3     | Opérationnel | 1 117       | 1 250       | 3 400            | 2 mars 2013           | 31 mars 2023                                  | 31 juillet 2023                               | 36,8 milliards de $. |
| États-Unis | Vogtle             | 4     | Opérationnel | 1 117       | 1 250       | 3 400            | 19 novembre 2013      | 6 mars 2024                                   | 29 avril 2024                                 | 36,8 milliards de $. |
| Pologne    | Lubiatowo-Kopalino | 1     | En projet    | ~1 150      | ~1 250      | ~3 400           |                       |                                               |                                               |                      |
| Pologne    | Lubiatowo-Kopalino | 2     | En projet    | ~1 150      | ~1 250      | ~3 400           |                       |                                               |                                               |                      |
| Pologne    | Lubiatowo-Kopalino | 3     | En projet    | ~1 150      | ~1 250      | ~3 400           |                       |                                               |                                               |                      |
| Ukraine    | Khmelnitski        | 5     | En projet    | ~1 150      | ~1 250      | ~3 400           |                       |                                               |                                               |                      |
| Ukraine    | Khmelnitski        | 6     | En projet    | ~1 150      | ~1 250      | ~3 400           |                       |                                               |                                               |                      |

## Comparaisons aux modèles de réacteurs concurrents
Le coût de construction par kW installé des réacteurs AP1000 ou EPR construits en Chine serait deux fois moindre que celui de l'EPR de Flamanville ou des AP1000 en construction aux États-Unis. Réacteurs de troisième génération concurrents,,:
- L'EPR du français Framatome (ex-Areva NP).
- L'APR-1400 du sud-coréen KEPCO[77] (réacteur à eau pressurisée).
- L'ESBWR développé par l'américain General Electric et le japonais Hitachi[78] (réacteur à eau bouillante).
- Le Hualong-1 chinois, développé par la China General Nuclear Power Corporation (CGNPC) et la China National Nuclear Corporation (CNNC)[79] ;
- Le VVER-1200 du russe Rosatom[80], dont le premier exemplaire, Novovoronezh II, de modèle V-392M, est mis en service en 2016[81],[82],[83].

## Réacteurs dérivés de l'AP1000

### Réacteurs CAP1000 et CAP1400 (ou «Guohe One»)
Le réacteur CAP1000 (pour Chinese AP1000) est une version sinisée de l'AP1000, de puissance équivalente et développée pour le marché chinois par les entreprises chinoises CNNC et CGN. Une version du CAP1000 plus puissante (1 400 MWe) est également développée pour le marché chinois, et nommée CAP1400 (ou Guohe One).  

### Réacteur AP300 (Petit réacteur modulaire)
En mai 2023, Westinghouse dévoile l'AP300, un petit réacteur modulaire (PRM, ou SMR pour small modular réactor) de 330 MWe, dont le design est dérivé de l'AP1000. Il s'agit toujours d'un réacteur à eau pressurisé, fonctionnement à l'uranium faiblement enrichi à moins de 5%.